# Attila Bernáth
Attila Bernáth (* 4. Februar 2000 in Debrecen) ist ein ungarischer Boxer.

## Karriere
Bernáth begann 2011 mit dem Boxen und wurde 2017 sowie 2018 jeweils Ungarischer Jugendmeister im Halbfliegengewicht, zudem gewann er in dieser Gewichtsklasse auch die Silbermedaille bei der Jugend-Europameisterschaft 2017 in Antalya und die Goldmedaille bei der Jugend-Europameisterschaft 2018 in Roseto. Bei der Jugend-Weltmeisterschaft 2018 in Budapest schied er knapp im Achtelfinale aus. Noch im selben Jahr gewann er seinen ersten nationalen Meistertitel bei den Erwachsenen.
Er war anschließend Teilnehmer der Europaspiele 2019 in Minsk, der Weltmeisterschaft 2021 in Belgrad und der Europameisterschaft 2022 in Jerewan, sowie der Europaspiele 2023 in Krakau und der Weltmeisterschaft 2023 in Taschkent.
Bei der Europameisterschaft 2024 in Belgrad gewann er die Silbermedaille und startete beim 2. Olympiaqualifikationsturnier 2024 in Bangkok, wo er in der Vorrunde gegen Theophilus Allotey ausschied.